# Плава лагуна (филм из 1980)
Плава лагуна (енгл. The Blue Lagoon) је авантуристички филм из 1980. заснован на роману Хенрија де Вере Стакпула, иначе је римејк истоименог филма из 1949.

## Радња
Филм се бави паром веома младих бродоломника који су доспели на пусто острво кад су имали по седам година, где одрастају и где су упућени искључиво једно на друго с обзиром да остају на острву потпуно сами. Као адолесценти, доживљавају и љубав. Све то време морају да уче како да преживе у дивљој природи која пружа много могућности (дрва од којих праве колибу, изобиље хране, риба, тропских плодова), али и многе опасности, као што су отровне животиње. Препуштајући се углавном инстинктима они не само да опстају, већ успевају и да одгаје дете које су добили...

## Датуми премијера
| држава          | датум               |
| --------------- | ------------------- |
| САД, Њујорк     | 5. јун 1980.        |
| Јапан           | 16. август 1980.    |
| Аргентина       | 25. септембар 1980. |
| Норвешка        | 5. децембар 1980.   |
| Западна Немачка | 19. децембар 1980.  |
| Финска          | 25. децембар 1980.  |
| Француска       | 28. јануар 1981.    |
| Шведска         | 21. фебруар 1981.   |
| Турска          | март 1984.          |

## Критике
У „Политикином забавнику“ овај филм је окарактерисан као веома лош, због обиља непотребних сцена (као што су прикази „изненађених“ папагаја), али и због нелогичности. На пример, колиба коју су бродоломници саградили изгледа као хотелска соба, што је касније пародирано у филму „Строго поверљиво“. Такође, на другом крају острва станују урођеници, односно дивље племе са којима се бродоломници уопште не срећу до краја филма, иако на острву проводе много година.
Као лоша оцењена је и глума Брук Шилдс, иако ју је управо овај филм и прославио. Прве године у којој је успостављена „награда“ Златна малина као антипод чувеној награди Оскар, а то је управо година када је настао и филм (1980), за најгору глумицу је проглашена Брук Шилдс. Наиме, Златну малину је основао Џон Вилсон, а „награђује“ се најгори филм, најгори глумац и глумица, споредне улоге, сценарио, режија – заправо, готово све категорије које нуди и награда Оскар, али у негативном смислу.